# San Antonio Tierras Blancas
San Antonio Tierras Blancas es una localidad del estado mexicano de Michoacán. Es parte del municipio de Los Reyes.

## Toponimia
El nombre «San Antonio» hace referencia al santo patrono de la localidad: Antonio de Padua.

## Demografía
| Gráfica de evolución demográfica |
|                                  |

| Censo | Población |
| ----- | --------- |
| 1950  | 130       |
| 1960  | —         |
| 1970  | 206       |
| 1980  | 516       |
| 1990  | 421       |
| 2000  | 691       |
| 2010  | 821       |
| 2020  | 1029      |